# Цикуни (Гомельський район)
Цикуни (біл. Цыкуны) — село в Бобовицькій сільради Гомельського району Гомельської області Білорусі. 
У 18 км на південний захід від Гомеля.

## Транспортна система
У селі станом на 2004 рік 54 житлових будинки. Планування складається зі злегка вигнутої вулиці до якої примикає і провулок. Забудова двостороння, будинки дерев'яні, садибного типу.

## Гідрографія
На півночі та сході меліоративні канали. Навпроти дачного кооперативу є штучне озеро.

## Екологія та природа
На півночі й заході межує з лісом.

## Історія

### У складі Великого князівства Литовського
Згідно з письмовими джерелами село відомо з XVIII століття як слобода в Речицькому повіті Мінського воєводства Великого князівства Литовського. 

### У складі Російської імперії
Після Першого поділу Речі Посполитої (1772) — в складі Російської імперії. 
З 1775 року село перебувало у володінні фельдмаршала графа Петра Олександровича Рум'янцева-Задунайського. 
З 1834 року — володіння фельдмаршала графа Івана Федоровича Паскевича. 
У 1833 році — в Білицькому повіті Могилевської губернії. 
У 1862 році — в Гомельському повіті. 
У 1897 році — в селі Случ-Мильча (стара назва села Цикуни) розташовувався хлібозаготівельний магазин. Село перебувало в Дятловицькій волості Гомельського повіту Могильовської губернії. У 1913 році почала роботу земська школа.

### У складі БРСР
У 1932 році жителі вступили в колгосп.
Під час німецько-радянської війни на фронтах загинуло 44 мешканці села.
У 1959 році — в складі радгоспу «Мирний» з центром в селі Михальки.

## Населення

### Чисельність
- 2004 — 54 двори, 92 жителі.